# Il figlio del dio del tuono
Il figlio del dio del tuono è un romanzo dello scrittore finlandese Arto Paasilinna. Libro edito nel 1984; in Italia ha la sua prima edizione per Iperborea nel 1998.
Il libro è stato tradotto in svedese, tedesco, norvegese, francese, sloveno e italiano.

## Trama
Gli antichi dei della Finlandia sono allarmati: ormai pochi finnici credono in loro, sono votati al Cristianesimo o all'ateismo. Per ridare vita all'antica religione decidono di inviare sulla terra Rutja, figlio di Ukko Ylijumala, il loro dio più importante. 
I due protagonisti, Sampsa e Rutja, si scambiano i rispettivi corpi; in questo modo cominciano le avventure di Sampsa Ronkainen, antiquario agricoltore, sottomesso dalla sorella, dalla commessa del suo negozio e dal suo affittavolo.
Dopo il periodo di apprendimento delle abitudini umane da parte del dio, anche le più semplici necessità fisiologiche infatti gli sono sconosciute, Sampsa si ritira nella parte disabitata della sua residenza con il corpo di Rutja, che non può ancora far vedere in giro finché la "vecchia nuova religione" non raggiunge un certo numero di adepti. Nel frattempo Rutja impara a guidare l'automobile, ad occuparsi degli affari commerciali e a ristrutturare il negozio per farne un tempio.
Attraverso rocambolesche trovate e umorismo dissacrante vengono messe a nudo le incongruenze dell'uomo moderno, dando modo ai protagonisti di raggiungere lo scopo.

## Edizioni in italiano
- Arto Paasilinna, Il figlio del dio del tuono, introduzione di Fabrizio Carbone, traduzione di Ernesto Boella, Milano: Iperborea, 1998